# Autobahnknoten Mysłowice-Brzęczkowice
Der Autobahnknoten Mysłowice-Brzęczkowice (polnisch: Węzeł autostradowy Mysłowice-Brzęczkowice) liegt nordöstlich der polnischen Stadt Mysłowice in der Woiwodschaft Schlesien. Er verbindet die polnische Autobahn A4 und die Schnellstraße S1 miteinander.

## Geschichte
Der Bau des Knotens erfolgte in den Jahren 1990–1991 zusammen mit dem Bau des 18,7 km langen Abschnittes zwischen den Knoten Mysłowice und Jaworzno-Byczyna der A4. Zuerst wurde der nördliche Teil des Knotens eröffnet, ein Jahr später der südliche. Der Umbau des Knotens erfolgte von 2009 bis 2010. Unter anderem wurden die Fahrbahndecke ausgetauscht und die zum Auffahren dienenden Fahrstreifen verlängert. Bis zum Bau des Knotens Gliwice-Sośnica stellte dieser Knoten den zentralen Kreuzungspunkt zwischen der Nord-Süd-Strecke (Landesstraße 1/Schnellstraße S1) und der West-Ost-Strecke (Autobahn A4) dar.

## Aktueller Stand
Folgende Richtungen stehen zur Auswahl:
- Autobahn A4 in westlicher Richtung nach Kattowitz, Gliwice und Breslau
- Autobahn A4 in östlicher Richtung nach Krakau
- Schnellstraße S1 in nördlicher Richtung bis Pyrzowice
- Schnellstraße S1 in südlicher Richtung nach Tychy und Bielsko-Biała

## Sonstiges
Der Name des Knotens stammt vom Ortsteil Brzęczkowice der Stadt Mysłowice. Auch die Mautstelle nahe dem Knoten im weiteren Verlauf der A4 in Richtung Krakau ist nach dem Ortsteil benannt. Das Schema des Knotens stellt das Kleeblatt dar. Es besteht aus zwei Brückenbauwerken.